# In Sides
In Sides — четвёртый студийный альбом британского электронного дуэта Orbital,
выпущенный в 1996 году. Название указывает на тот факт, что альбом первоначально был выпущен на комплекте из трёх виниловых дисков по одному треку на каждой стороне каждой из пластинок.

## Об альбоме
«The Girl with the Sun in Her Head» посвящена памяти фотографа журнала Volume, Салли Хардинг, умершей в 1995 году. Трек был записан при помощи электричества от солнечных батарей. Он начинается звуком сердцебиения, который служит басовым сопровождением, и переходит в звучание, называемое критиками одним из наиболее удачных мест.
«P.E.T.R.O.L.» был включена в числе саундтреков в видеоигру Wipeout, а также в фильм «Пи». Название пятого трека «Dŵr Budr» является валлийским названием "грязная вода" и композиция была написана, подразумевая недавнюю тогда катастрофу нефтяного танкера MV Sea Empress у побережья Уэльса. «Adnan's» первоначально была написана для альбома «The Help Album» 1995 года в помощь некоммерческой организации War Child.
В выходных данных альбома исполнителем вокала указана "Auntie"(русск. "Тётушка"), что является псевдонимом Элисон Голдфрапп. Её исполнение «Dŵr Budr» — это бессмысленный повтор и, по слухам, было сыграно в обратном направлении, хотя ни братья, ни сама Голдфрапп не разглашали подобной информации.
Американская и другие зарубежные версии альбома содержали бонусный CD с треками, ранее выпущенными в Великобритании, такими как «Times Fly», «The Saint», «The Sinner», «The Box» и концертные версии песен «Satan» и Halcyon.

## Успех и критика
| Оценки критиков      | Оценки критиков |
| Источник             | Оценка          |
| -------------------- | --------------- |
| Allmusic             | [ 5 ]           |
| Select               | [ 6 ]           |
| Rolling Stone        | [ 7 ]           |
| Entertainment Weekly | (B+)            |
| Ink Blot             | (+)             |
| Stylus               | (+)             |
| Almost Cool          | (8.5/10)        |
| FUZZ                 | [ 12 ]          |

Альбом продержался 12 недель в чартах Великобритании в 1996 году и достиг пятого места в ту неделю, когда был выпущен. На конец мая 2006 года было продано свыше 60 000 копий альбома.
Также в конце года альбом был включен музыкальным журналом «Melody Maker» в число лучших ретроспективных альбомов / синглов.
| Publication  | Country        | Accolade             | Year | Rank |
| ------------ | -------------- | -------------------- | ---- | ---- |
| Melody Maker | United Kingdom | "Albums of the Year" | 1996 | 31   |
| NME          | United Kingdom | "1996 NME Albums"    | 1996 | 3    |
| Mixmag       | United Kingdom | "Best of 1996"       | 1996 | 3    |

Альбом был включен журналом Q в «90 лучших альбомов 1990-х».
Сингл «The Box» также под 5 номером вошёл в перечень лучших синглов 1996 года по версии NME.

## Список композиций
Оригинальный трек-лист от 1996 года
1. «The Girl with the Sun in Her Head» — 10.26
2. «P.E.T.R.O.L.» — 6.17
3. «The Box (Part 1)» — 6.28
4. «The Box (Part 2)» — 6.00
5. «Dŵr Budr» — 9.55
6. «Adnan’s» — 8.41
7. «Out There Somewhere? (Part 1)» — 10.42
8. «Out There Somewhere? (Part 2)» — 13.26

Американская версия была включена в «Times Fly EP» вместе с The Box EP (позднее включалась в виде одиночного 28-минутного трека):
1. "Times Fly (Slow)" - 7:58
2. "Sad But New" - 7:29
3. "Times Fly (Fast)" - 7:53
4. "The Tranquilizer" - 6:27
5. "The Box" (Extended Play, full version) - 28:11

В 1997 году в американское переиздание альбома вошли оба трека с сингла «The Saint» вместе с live-записями c Irving Plaza, Нью-Йорк, «Halcyon» и «Satan» (ранее присутствовавшими на 3-й EP Orbital и на «Satan Live EP»)
1. «Satan (Industry Standard)»
2. «Satan (Live at NYC Irving Plaza)»
3. «The Saint»
4. «The Sinner»
5. «Halcyon (Live at NYC Irving Plaza)»